# Linia kolejowa 46 Rétszilas – Bátaszék
Linia kolejowa Rétszilas – Bátaszék – linia kolejowa na Węgrzech. Jest to linia jednotorowa, w całości niezelektryfikowana. Łączy Rétszilas z Bátaszék.